# Dolet letadla
Dolet je maximální vzdálenost, kterou může motorové letadlo za standardních podmínek (tj. např. bez vlivu větru) uletět bez mezipřistání. Je to teoreticky maximální možná vzdálenost mezi místem startu a místem přistání letadla. Dolet je limitován množstvím neseného paliva a spotřebou pohonných jednotek v nejekonomičtějším letovém režimu.